# Cantonul Saint-Mars-la-Jaille
Cantonul Saint-Mars-la-Jaille este un canton din arondismentul Ancenis, departamentul Loire-Atlantique, regiunea Pays de la Loire, Franța.

## Comune
- Bonnœuvre
- Maumusson
- Le Pin
- Saint-Mars-la-Jaille (reședință)
- Saint-Sulpice-des-Landes
- Vritz